# 隋平江南之战
隋平江南之战，隋文帝开皇十年（590年）十一月至开皇十一年（591年）春，隋朝内史令杨素率军平定江南豪强汪文进、高智慧、沈玄侩等叛乱的作战。
隋灭陈统一中国后，南方士族因对隋朝实行的限制政策不满，便利用民间对隋朝想把江南百姓移民关中流言，乘机发动叛乱。590年十月，婺州（治今浙江省金华市）汪文进、越州（治今浙江省绍兴市）高智慧、苏州沈玄侩等举兵反隋，自称天子，设置百官。蒋山（今南京市钟山）李棱、乐安（今浙江省仙居县西）蔡道人，温州沈孝彻、泉州（治今福州市）王国庆等、都自称大都督，起兵攻陷州县，反乱大抵遍及原陈朝全国。其规模大的有数万人，小的有数千人，互相呼应，杀害隋朝官吏。
隋文帝杨坚命内史令杨素为行军总管率军平叛。杨素军由杨子津（今江苏省扬州市南）渡江，首先在京口（今江苏省镇江市）击破叛军朱莫问，继而击败晋陵（今江苏省常州市）顾世兴、无锡叶略。当时沈玄侩等正攻打苏州，刺史皇甫绩屡战不利，杨素军赶到将其击败，沈玄侩逃走，被追获。
高智慧率部据守浙江（今钱塘江）东岸营垒，周围百余里，船舰千艘，遮盖江面，鼓噪而进。杨素采納总管来护儿建议，并命其率轻型战船数百艘，渡过浙江，以奇兵突袭，并焚烧高智慧后方营垒，使其恐惧不安，杨素则乘机率军从正面攻击，大败高智慧军。
尔后，杨素派行军总管史万岁率军二千人进攻婺州，自率主力由海道追击逃入海中的高智慧，直趋温州。史万岁军平定蔡道人、汪文进，翻岭越海，转战千余里，历经七百多次战斗。杨素军在温州击败沈孝彻后，便由陆路转向天台、临海，继续追击反隋散兵，前后战斗达一百多次。高智慧退守闽、越。杨素恐留下后患，辞谢回朝休养诏令，继续率軍由会稽（今浙江省绍兴市）走海道向泉州追击。王国庆逃跑，其众或入海岛，或守溪洞。于是杨素分兵派将，水陆分进，并派人密劝王国庆执送高智慧以赎罪。王国庆于是抓获高智慧，送交隋军，杨素将其斩首，余众全部投降。